# Compagnie de la Mort

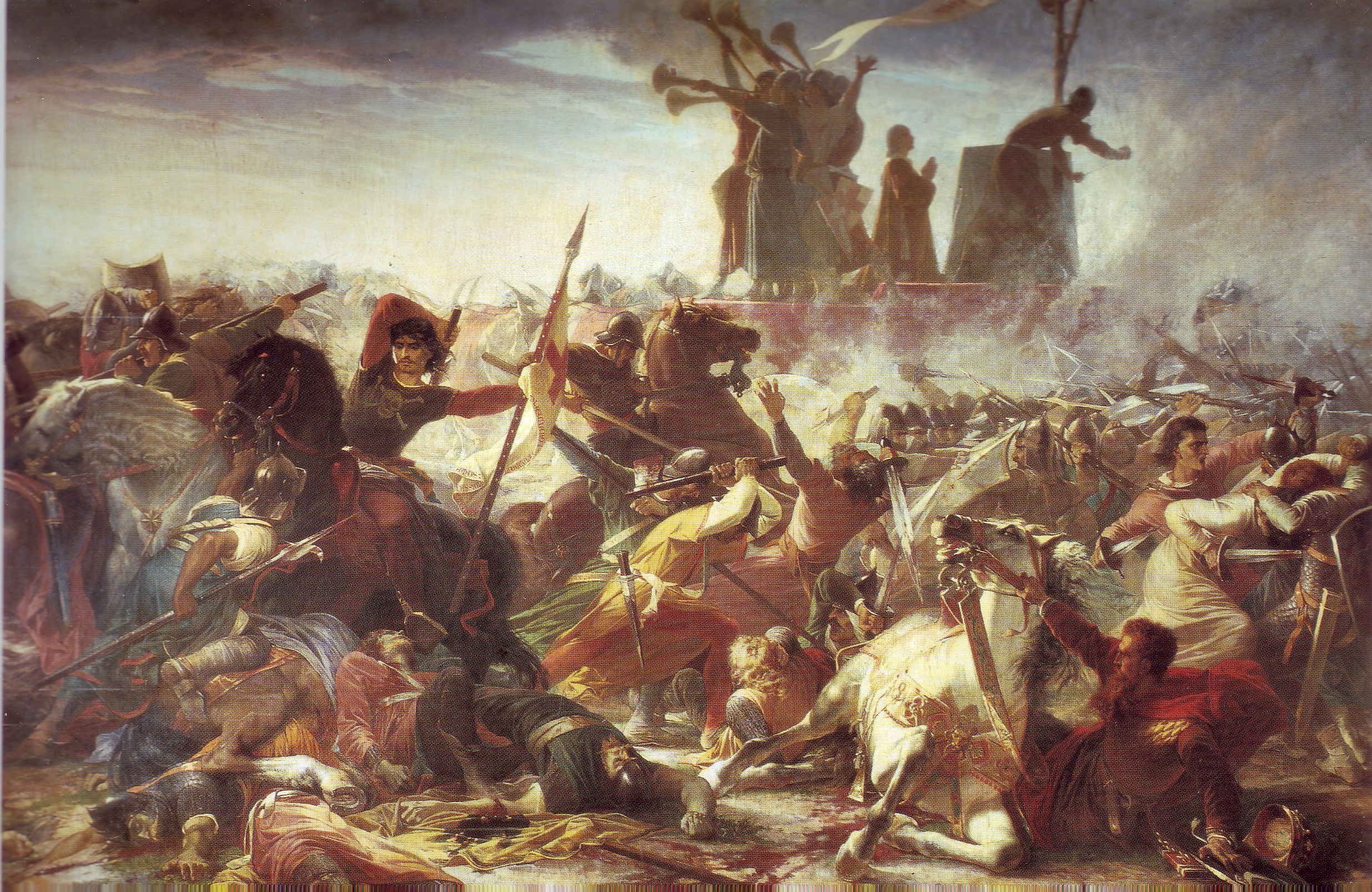
La « Compagnie de la Mort » lors de la Bataille de Legnano 1176, peinture d'Amos Cassioli (XIXe siècle).

Compagnie de la Mort (italien : Compagnia della Morte) est le nom utilisé dans la littérature historique pour définir une troupe de soldats formée au Moyen Âge afin d'épauler les milices milanaises de la Ligue lombarde, liée par le serment de défense du Carroccio.

## Histoire
La Compagnie aurait combattu dans la bataille de Legnano (29 mai 1176) contre l'armée impériale de Frédéric Ier Barberousse lors de sa cinquième campagne d'Italie et aurait été déterminante dans l'issue du combat.
La Compagnie de la Mort était composée d'une unité d'infanterie de 300 hommes et  une unité de cavalerie de 900 hommes, commandés selon la tradition par Alberto da Giussano.
Selon la tradition, ils portaient une sorte de costume sombre de couleur noir et gris, coupés verticalement et fermés sur les côtés, pour couvrir l'armure, le symbole du crâne gravé sur les traditionnels petits boucliers en bois pointus.
Après la bataille, il n'existe aucune information sur la pérennité de la Compagnie.

## Chronique
| (it)Saputo dell' arrivo dell'imperatore, i Milanesi ordinarono di preparare le armi per poter resistere. E viene fatta una società di novecento uomini eletti che combattevano su grandi cavalli i quali giurano che nessuno sarebbe fuggito dal campo di battaglia per paura della morte e non avrebbero permesso che nessuno tradisse il comune di Milano; e inoltre giurarono che sarebbero scesi in campo a combattere contro l'imperatore ogni giorno. A quel punto la comunità scelse le armi e il vessillo e ad ognuno venne dato un anello in mano; e vennero reclutati come cavalieri al soldo del comune così che, se qualcuno fosse fuggito, sarebbe stato ucciso. Capo di questa società era Alberto da Giussano che aveva il vessillo del comune. Poi venne fatta un'altra società di fanti scelti per la custodia del carroccio, i quali tutti giurarono di preferire morire che fuggire dal campo di battaglia. E vengono fatte trecento navi a forma di triangolo e sotto ad ognuna c'erano sei cavalli coperti, così da non essere visti, che trascinavano le navi. In ogni nave vi erano dieci uomini che muovevano falci per tagliare l'erba dei prati come i marinai muovono i remi: era una costruzione terribile contro i nemici. (Galvano Fiamma, Chronica Galvanica cap. 291 f. 81v). |  | Informées de l'arrivée de l'Empereur, les autorités milanaises ordonnèrent de préparer les armes pour lui résister. Une compagnie (societas) est formée, composée de neuf cents hommes choisis qui combattent sur de grands chevaux et jurent que personne ne quittera le champ de bataille par crainte de la mort et ne trahira la municipalité de Milan ; ils jurent aussi que tous les jours ils seront sur le champ de bataille pour lutter contre l'empereur. À ce moment-là, la municipalité choisit les armes et la bannière et donne un anneau à chacun de ces hommes recrutés comme Chevaliers à la solde de la ville sous la condition que celui qui s'enfuirait sera tué. Alberto da Giussano était à la tête de cette compagnie qui portait la bannière de la ville. Puis vient une autre compagnie de soldats à pied choisis, affectés à la garde du Carroccio ; chacun d'eux déclare sous serment qu'ils préfère mourir plutôt que de fuir du champ de bataille. Trois cents chars de bataille (« navires ») ont été fabriqués en forme de triangle, chacun tiré par six chevaux couverts et invisibles. Dans chaque char, il dix hommes maniant les faucilles pour couper l'herbe des prés, à la manière des marins maniant les avirons : c'était un matériel terrible contre les ennemis. (Galvano Fiamma, Chronica Galvanica cap. 291 f. 81v). |  |

## La Compagnia di ventura
Sous la même forme, mais sans l'idéal, la Compagnia di ventura, fait son apparition à la fin des années 1200 et début des 1300 ; il s'agit de bandes armées guidées par un Condottiere, formées de soldats professionnels, pour la plupart de basse classe sociale, prêts à tuer et à se faire tuer pour de l'argent ou pour un quelconque butin.